# 陣地防御
陣地防御（じんちぼうぎょ、英: position defence,area defense）は、陣地・要塞などの防御部隊が選定した戦闘地域において企画される防御の方式の一つである。

## 概要
陣地防御は地形上の優位を維持しながら展開できる防御であるが、火力と反撃を併用しなければ敵部隊の攻撃を破砕し、撃退することは難しい。そのため、陣地の前面・内部において敵を消耗させること、反撃の時期を予め計量的に計画しておき、適時において予備隊をもって反撃に出ることが必要である。
基本的に陣地防御の主力となる防御部隊は歩兵部隊となる。

## 分類

### 陣前減滅
陣地の第一線の保守を重視し、火力点を線的に集中させ、敵部隊の陣地への侵入を一切許さない形態の陣地防御である。一線陣地が陣地の基本形態であった第一次世界大戦初期ではこの陣地防御がしばしば行われていた。

### 陣内消耗
第一線の保守の困難性を認め、陣地の攻撃を段階的に破砕することを重視し、面的に火力点を配備することによって徐々に敵部隊を消耗させ、最終的には消耗撃滅する陣地防御である。

### 陣前消耗、陣内決戦
第一線において敵部隊を消耗させておき、一時的な後退行動によって陣地内部に誘導させておいたところで反撃を展開し、最終的に撃滅させる陣地防御である。
例としてロシア帝国時代、ナポレオン1世のロシア遠征において使用し（この時は組織的ではなかったとされる）、日露戦争ではロシア帝国軍の戦略方針とされたようだ。第一次世界大戦後、赤軍によって開発された。（これはロシア特有の広大な領土と冬将軍も利用している）